# Courcôme
Courcôme è un comune francese di 437 abitanti situato nel dipartimento della Charente. nella regione della Nuova Aquitania.

## Società

### Evoluzione demografica
Abitanti censiti